# Flexible purpose corporation
 (août 2020).
La flexible purpose corporation (« entreprise à but flexible ») est forme de société à but lucratif, reconnue en droit en Californie depuis janvier 2012. À la différence d’une entreprise classique, elle ajoute dans ses statuts un autre objectif que celui du profit. En 2015, son appellation sera modifiée par une loi de l'état de Californie pour insister sur le caractère social de ce statut pour devenir « Social Purpose Corporation »,.
Une flexible purpose corporation se distingue de la Benefit Corporation dans la mesure où elle ne vise que l'ajout d'une finalité spécifique (caritative, intérêt public, impact positif sur les employés, les fournisseurs, les clients, les créanciers ou le tissu économique de la société, ou encore sur l'environnement en général) à la finalité lucrative poursuivie.